# Jean-Marc Jaumin
Jean-Marc Jaumin (* 5. Februar 1970 in Berchem-Sainte-Agathe/Sint-Agatha-Berchem) ist ein belgischer Basketballtrainer und ehemaliger -spieler.

## Werdegang

### Spieler
Jaumin spielte in der Jugend in Charleroi und ab 1990 bei BC Ostende in der ersten belgischen Liga. Er spielte zunächst bis 1999 für Ostende. 1995 wurde er belgischer Meister, 1991, 1997 und 1998 belgischer Pokalsieger. In den Spieljahren 1994/95 und 1996/97 erhielt er die Auszeichnung als bester Spieler der belgischen Liga.
1999 wechselte er zu Unicaja Málaga in die spanische Liga ACB. In der Saison 1999/2000 erreichte er in 35 ACB-Einsätzen im Schnitt 9,2 Punkte und 3,5 Korbvorlagen je Begegnung, in der Saison 2000/01 fielen die Wert auf 6,5 Punkte und 2,2 Vorlagen. Er stand im März 2000 mit Málaga in den Endspielen (Hin- und Rückspiel) des Europapokals Korać-Cup. Bei der hohen Hinspielniederlage gegen Limoges CSP (58:80) erzielte Jaumin acht Punkte, zum Rückspielsieg trug er zehn Punkte bei, das 60:51 reichte ihm und seiner Mannschaft aber nicht, um noch den Gesamtsieg zu erreichen. Im April 2001 gewann Jaumin mit Málaga dann den Korać-Cup. Der Belgier erzielte bei den 77:47- und 71:69-Siegen seiner Mannschaft insgesamt 15 Punkte.
Mitte November 2001 verpflichtete ihn Real Madrid und stattete den Belgier mit einem Vertrag bis zum Ende des Spieljahre 2001/02 aus, um den verletzten Raúl López zu ersetzen. Jaumin wurde von Real in acht Ligaspielen eingesetzt (2,5 Punkte/Spiel), im Januar 2002 kam es zur Trennung. Der Belgier blieb in der spanischen Liga ACB und bestritt zwischen Januar und Mai 2002 14 Spiele für CB Gran Canaria, in denen er im Schnitt 11,6 Punkte erzielte und 3,9 Korbvorlagen gab.
Anschließend kehrte Jaumin nach Belgien zurück, 2006 wurde er noch einmal belgischer Meister sowie als bester Spieler der Saison 2005/06 in Belgien ausgezeichnet. Im Juli 2006 gab er seinen Rücktritt als Leistungsbasketballspieler bekannt.
Jaumin bestritt 40 Länderspiele für Belgien.

### Trainer
Unmittelbar nach seinem Ende als Spieler stieg Jaumin in Ostende als Trainer in die Jugendarbeit ein, im Dezember 2008 wurde er Assistenztrainer von Ostendes Profimannschaft, Ende März 2010 stieg er in Ostende zum Cheftrainer auf. Jaumin führte die Mannschaft in der Saison 2010/11 ins Halbfinale der belgischen Meisterschaft, ins Halbfinale des Europapokals Eurochallenge sowie ins belgische Pokalendspiel. Ende November 2011 wurde er aus sportlichen Gründen in Ostende entlassen.
Im Sommer 2012 trat er das Traineramt beim niederländischen Erstligisten Den Helder Kings an. Im Dezember 2014 endete seine dortige Tätigkeit wegen der Bankrotterklärung des Vereins.
In der Saison 2015/16 arbeitete Jaumin als Trainer der Lugano Tigers in der Schweiz, führte die Mannschaft in der Nationalliga ins Halbfinale. 2016 wechselte er innerhalb der Schweiz zu den Lions de Genève. Im April 2017 gewann er mit den Genfern den Schweizer Pokalwettbewerb. Er stand mit Genf in der Endspielserie um die Schweizer Meisterschaft, musste sich dort aber BBC Monthey geschlagen geben, nachdem Jaumins Mannschaft in der Serie mit 2:1-Siegen geführt hatte.
Jaumin kehrte nach Belgien zurück und trat mit dem Beginn der Saison 2017/18 das Traineramt bei Okapi Aalstar an. Ende März 2019 wurde er in Aalstar entlassen, zu diesem Zeitpunkt stand er mit der Mannschaft auf dem achten Tabellenplatz der belgischen Liga. Von 2019 bis 2021 war Jaumin Trainer der New Heroes Den Bosch in den Niederlanden. Im Spieljahr 2020/21 wurde die Mannschaft unter seiner Leitung niederländischer Vizemeister.
Mitte Oktober 2021 wurde er neuer Trainer von Phoenix Brüssel, in der Sommerpause 2023 wechselte er zu Landstede Zwolle ins Nachbarland Niederlande. Dort war er in der Saison 2023/24 tätig, anschließend arbeitete Jaumin als Trainer bei der AS Salé in Marokko. Im Sommer 2025 betreute er die belgische U20-Nationalmannschaft als Cheftrainer.